# الراس (وشحة)

تعديل مصدري - تعديل

الراس هي إحدى قرى عزلة بنى سعد بمديرية وشحة التابعة لمحافظة حجة، بلغ تعداد سكانها 161 نسمة حسب تعداد اليمن لعام 2004.